# Seeschlacht bei Kap Bon (255 v. Chr.)
Agrigent – Mylae – Liparische Inseln – Sulci – Tyndaris – Kap Ecnomus – Aspis – Adys – Tunes – Kap Bon – Panormus – Drepana I – Drepana II – Ägatische Inseln
Die Seeschlacht bei Kap Bon war ein Gefecht zwischen Römern und Karthagern an der nordafrikanischen Küste im Jahre 255 v. Chr. Die Schlacht endete mit einem Sieg der römischen Flotte.

## Vorgeschichte
Nach dem Sieg der römischen Truppen in der Schlacht am Kap Ecnomus (256 v. Chr.) lag ihnen der Weg zu einer Landung in Nordafrika mit einem Angriff auf Karthago selbst offen. Nach anfänglichen Erfolgen erlitten sie jedoch in der Schlacht von Tunes eine schwere Niederlage. Der Senat entsandte daraufhin 370  Triremen und Dieren nach Nordafrika, um die dortigen karthagischen Häfen zu blockieren und die Überlebenden einzuschiffen und somit vor der karthagischen Gefangenschaft zu bewahren. Die Flotte sammelte sich vor Sardinien und fuhr dann geschlossen nach Nordafrika. Kurz vor der Küste stellte sich ihnen ein karthagischer Flottenverband von rund 200 Schiffen entgegen.

## Verlauf
Die Karthager hofften die römische Flotte mit dem Überraschungseffekt schlagen zu können, doch flaute der Wind bald nach dem Beginn des Gefechtes ab. Dadurch waren die manövrierfähigeren Ruderschiffe der römischen Marine im Vorteil. Der kurz zuvor bei den Seestreitkräften eingeführte Corvus sorgte dafür, dass es zu zahlreichen Nahkämpfen kam und mehr Schiffe geentert als versenkt wurden. Schließlich zog sich der Rest der karthagischen Flotte zurück.

## Folgen: Schiffskatastrophe vor Kamarina
Nach der Schlacht konnten die Reste des römischen Landheeres eingeschifft werden. Der Verband machte sich dann auf den Weg zurück nach Italien.
Auf der Rückfahrt geriet der Verband bei Kamarina an der Südküste Siziliens in einen schweren Sturm. Überliefert ist, dass fast 300 der etwa 370 Schiffe mit ca. 100.000 Mann Besatzung untergingen, womit es nicht nur die größte bekannte Schiffskatastrophe der Antike ist, sondern der Seefahrtsgeschichte überhaupt. Die Gründe für das schnelle Sinken der Schiffe waren wohl der schwere Corvus und die (mit den Soldaten der Schlacht von Tunes) zu große Schiffsbesatzung.
Es gelang den Römern, den Verlust der Schiffe in nur drei Monaten zu kompensieren. Sie bauten 220 neue Galeeren und führten die Eroberung Siziliens fort. Auf der Rückfahrt gingen aber erneut 150 Schiffe in einem Sturm verloren und der Senat beschloss, in Zukunft keine größeren Unternehmungen zur See zu unternehmen und die Flotte auf 66 Schiffe zu begrenzen.